# Дулинська сільська рада
Ду́линська сільська рада (рос. Дулинский сельский совет) — сільське поселення у складі Цілинного району Курганської області Росії.
Адміністративний центр — село Дулино.
Населення сільського поселення становить 422 особи (2017; 468 у 2010, 568 у 2002).

## Склад
До складу сільського поселення входять:
| Населений пункт     | Населення, осіб (2002) | Населення, осіб (2010) |
| ------------------- | ---------------------- | ---------------------- |
| Бухаринка, присілок | 102                    | 55                     |
| Дулино, село        | 466                    | 413                    |